# Wolfgang Teuchert
Wolfgang Teuchert (* 17. März 1924 in Rostock; † 27. Juli 2010 in Kiel) war ein deutscher Kunsthistoriker und Denkmalpfleger.

## Leben und Wirken
Wolfgang Teuchert wuchs in Rostock auf, sein Vater war der Germanist Hermann Teuchert. Er studierte zunächst an der Universität Rostock und wechselte 1948 an die Universität Kiel. Dort wurde er 1953 mit der Arbeit Die Baugeschichte der Petrikirche zu Lübeck bei Richard Sedlmaier promoviert. Von 1954 bis zu seiner Pensionierung 1989 arbeitete er für das Landesamt für Denkmalpflege Schleswig-Holstein in Kiel. Hier war er ab 1965 als Dezernent für Kulturdenkmale im kirchlichen Besitz tätig, ab 1972 auch als stellvertretender Landeskonservator.

## Schriften
- Die Baugeschichte der Petrikirche zu Lübeck. Schmidt-Römhild, Lübeck 1956 (= Dissertation Universität Kiel 1953).
- mit Dietrich Ellger (Bearb.): Die Kunstdenkmäler des Landkreises Schleswig ohne die Stadt Schleswig. Mit Beiträgen von Friedrich Saeftel, Harry Schmidt und Jacob Nagel. Deutscher Kunstverlag, München/Berlin 1957.
- mit Werner Waßner, Erich Märtz: Stadtkirche in Neustadt · Holstein. Kirchengemeinde Neustadt in Holstein, WFB-Druck, Oldenburg/Holstein 1957.
- mit Arnold Lühning: Die Kunstdenkmäler des Kreises Pinneberg. Deutscher Kunstverlag, München/Berlin 1961.
- Sankt Nikolai zu Mölln. Deutscher Kunstverlag, München 1968. Neuauflagen 1972, 1976, 1980, 1985, 1986, 1987.
- Die Stadtkirche zu Neustadt in Holstein. Deutscher Kunstverlag, München/Berlin 1974. Neuauflagen 1982, 1987, 1992.
- (Text und Bearb.): Der Dom in Schleswig. Langewiesche, Königstein im Taunus 1981?, ISBN 3-7845-1395-6. Neuauflage 1991, ISBN 3-7845-1397-2.
- Taufen in Schleswig-Holstein. Taufen in Stein, Bronze u. Holz vom Mittelalter bis zur Gegenwart. Boyens, Heide 1986, ISBN 3-8042-0365-5.
- mit Johannes Habich: Private Denkmalpflege. Wachholtz, Neumünster 1993.
- Die Kirche von Altenkrempe. Deutscher Kunstverlag, München/Berlin 1989. Neuauflagen 1990, 1993.
Basilika Altenkrempe. Deutscher Kunstverlag, München/Berlin 1996, 200, 2009, ISBN 978-3-422-02211-9.